# Festuca intercedens
Festuca intercedens är en gräsart som beskrevs av Lüdi och Alfred Becherer. Festuca intercedens ingår i släktet svinglar, och familjen gräs. Inga underarter finns listade i Catalogue of Life.